# Aristillus (Mondkrater)
Aristillus ist ein Einschlagkrater auf der Mondvorderseite in der Ebene des Mare Imbrium, zwischen den Montes Caucasus an dessen östlichem Rand und den Montes Spitzbergen im Westen. Südwestlich liegt der große Krater Archimedes, dazwischen das als Sinus Lunicus bezeichnete Teilgebiet des Mare Imbrium. Nordwestlich liegen die Krater Theaetetus and Cassini.
Der ausgeprägte, auffällige Krater weist einen terrassierten Wall und ein Zentralmassiv mit drei Gipfeln auf.
Das vom Krater ausgehende Strahlensystem erstreckt sich über 600 km. 
Der Krater ist relativ jung, seine Entstehungszeit wird dem kopernikanischen Zeitalter zugerechnet.
Aristillus hat zwei Nebenkrater:
| Buchstabe | Position          | Durchmesser | Link |
| --------- | ----------------- | ----------- | ---- |
| A         | 33,62° N, 4,52° O | 4 km        |      |
| B         | 34,79° N, 1,94° W | 8 km        |      |

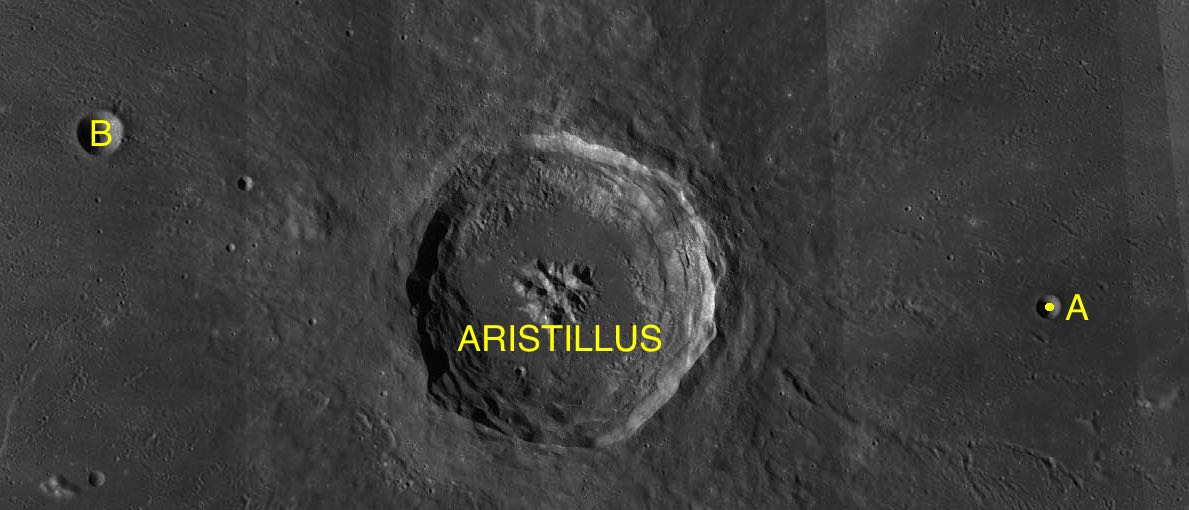
Aristillus mit seinen Nebenkratern

Der Krater wurde 1935 von der IAU nach dem griechischen Astronomen Aristyllos offiziell benannt.